# Pollostacris virgulticola
Pollostacris virgulticola är en insektsart som beskrevs av Christiane Amédégnato och Marius Descamps 1979. Pollostacris virgulticola ingår i släktet Pollostacris och familjen gräshoppor. Inga underarter finns listade i Catalogue of Life.